# Lophoglutus physoscelus
Lophoglutus physoscelus är en stekelart som först beskrevs av Brulle 1846.  Lophoglutus physoscelus ingår i släktet Lophoglutus och familjen brokparasitsteklar. Inga underarter finns listade i Catalogue of Life.